# Bulgariens administrativa indelning
Bulgariens administrativa indelning baseras sedan 1999 på 28 oblast (bulgariska: области/oblasti; singularis област, vilket kan översättas med 'region'). Oblasten är i sin tur uppdelade i totalt 265 (266) kommuner (община/obsjtina).

## Oblast

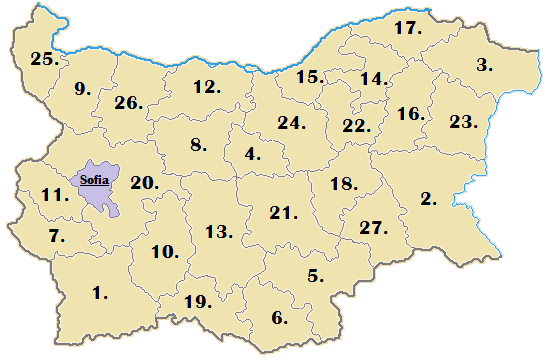
Karta över Bulgariens oblast.

Oblasterna är administrativa territoriella enheter namngivna efter sin huvudstad. Varje oblast leds av en distriktsguvernör utsedd av Bulgariens ministerråd och biträds av en administration.
Sofia är huvudstad för både Sofijska oblast och Sofija-grad. Gränserna för oblasten stämmer ungefärligen med de 28 okurg (distrikt) som landet indelades i före år 1987.
Det finns 31 valdistrikt till nationalförsamlingen ett valdistrikt var i 26 oblaster, två valdistrikt i oblasten Plovdiv och tre valdistrikt i Sofia. Varje valdistrikt väljer 4 till 16 representanter beroende på folkmängd.
| Karta | Oblast                         | Befolkning (2017) | Befolkningstillväxt (2016/2017) | Area (km²) | Befolkningstäthet (2017) (personer/km²) |
| ----- | ------------------------------ | ----------------- | ------------------------------- | ---------- | --------------------------------------- |
| 1     | Blagoevgrad                    | 307 882           | -0,8 %                          | 6 478      | 47,53                                   |
| 2     | Burgas                         | 411 579           | -0,3 %                          | 7 618      | 54,03                                   |
| 5     | Chaskovo                       | 231 276           | -0,9 %                          | 4 033      | 57,35                                   |
| 3     | Dobritj                        | 176 145           | -1,3 %                          | 4 700      | 37,48                                   |
| 4     | Gabrovo                        | 110 254           | -1,9 %                          | 2 053      | 53,70                                   |
| 27    | Jambol                         | 120 470           | -1,5 %                          | 4 209      | 28,62                                   |
| 6     | Kărdzjali                      | 151 113           | +0,2 %                          | 4 032      | 37,48                                   |
| 7     | Kjustendil                     | 121 099           | -1,9 %                          | 3 027      | 40,01                                   |
| 8     | Lovetj                         | 126 961           | -1,7 %                          | 4 134      | 30,71                                   |
| 9     | Montana                        | 132 214           | -1,8 %                          | 3 595      | 36,78                                   |
| 10    | Pazardzjik                     | 257 965           | -1,1 %                          | 4 393      | 58,72                                   |
| 11    | Pernik                         | 122 421           | -1,1 %                          | 2 377      | 51,50                                   |
| 12    | Pleven                         | 244 209           | -1,6 %                          | 4 216      | 57,92                                   |
| 13    | Plovdiv                        | 669 796           | -0,3 %                          | 5 973      | 112,14                                  |
| 14    | Razgrad                        | 113 714           | -1,5 %                          | 2 648      | 42,94                                   |
| 15    | Ruse                           | 221 336           | -1,0 %                          | 2 616      | 84,61                                   |
| 17    | Silistra                       | 110 562           | -1,2 %                          | 2 862      | 38,63                                   |
| 16    | Sjumen                         | 172 966           | -0,9 %                          | 3 365      | 51,40                                   |
| 18    | Sliven                         | 188 433           | -0,7 %                          | 3 646      | 51,68                                   |
| 19    | Smoljan                        | 107 282           | -2,0 %                          | 3 532      | 30,37                                   |
| Sofia | Sofija-grad (huvudstadsregion) | 1 325 429         | +0,1 %                          | 1 349      | 982,53                                  |
| 20    | Sofijska oblast (regionen)     | 231 563           | -1,1 %                          | 7 277      | 31,82                                   |
| 21    | Stara Zagora                   | 319 067           | -0,7 %                          | 4 959      | 64,34                                   |
| 22    | Tărgovisjte                    | 112 474           | -1,1 %                          | 2 735      | 41,12                                   |
| 23    | Varna                          | 472 120           | -0,1 %                          | 3 819      | 123,62                                  |
| 24    | Veliko Tărnovo                 | 239 132           | -1,3 %                          | 4 684      | 51,05                                   |
| 25    | Vidin                          | 86 927            | -2,2 %                          | 3 071      | 28,31                                   |
| 26    | Vratsa                         | 165 645           | -1,8 %                          | 4 098      | 40,42                                   |

## Kommun
Kommuner i Bulgarien är administrativa territoriella organisationer. Varje kommun ska ha en befolkning på över 6 000 personer och det största avståndet från kommunens centrum bör inte överstiga 40 km. Enligt befolkningsdata från 2015 uppfyller 50 kommuner inte minimikravet på 6 000 personer. 
Kommunen är en juridisk person, har äganderätt, bestämmer lokala skatter och har en självständig kommunal budget.
Till förvaltningen av varje kommun väljer dess röstberättiga invånare en kommunfullmäktige med 11 till 101 medlemmar beroende på kommunens storlek och en kommunchef (borgmästare). Kommunchefen utser en sekreterare i kommunen, som organiserar den kommunala förvaltningen.
Det finns 265 (266 efter utbrytning 2021 av Obzor ur Nesebăr) kommuner i Bulgarien.
I landet finns totalt 10 kommuner, 7 städer och 3 byar, med enbart en ort i kommunen. Städerna är Dobritj, Dolna Banja, Koprivsjtitsa, Kritjim, Perusjtitsa, Plovdiv och Yambol samt byarna Anton, Tjavdar och Tjelopetj.

### Distrikt
Kommuner kan innefatta relativt självständiga distrikt. Borgmästarämbetet i distriktet inrättas genom beslut av kommunens kommunfullmäktige efter samråd med invånarna i de berörda områdena. För att bilda ett distrikt ska det finnas fler än 250 invånare.
Sofia kommun och kommunerna för städerna Plovdiv och Varna är indelade i stadsområden.

## Historia 1987–1999
Under Todor Zjivkovs kommunistiska administration åren 1987–1999 slogs okrugerna samman till nio större oblast. De gamla okrugerna återställdes sedan, men namnet "oblast" behölls. Härnedan listas de nio stora oblasten, tillsammans med okruger de bestod av.
| Oblaster 1987–1999 | Sammanslagna av okrugerna               |
| ------------------ | --------------------------------------- |
| Burgas             | Burgas, Sliven, Jambol                  |
| Chaskovo           | Chaskovo, Kărdzjali, Stara Zagora       |
| Lovech             | Gabrovo, Lovetj, Pleven, Veliko Tărnovo |
| Montana            | Montana, Vidin, Vratsa                  |
| Plovdiv            | Pazardzjik, Plovdiv, Smoljan            |
| Razgrad            | Razgrad, Ruse, Silistra, Tărgovisjte    |
| Sofia              | Sofia                                   |
| Sofia              | Blagoevgrad, Kjustendil, Pernik, Sofia  |
| Varna              | Dobritj, Sjumen, Varna                  |